# 島田夫妻
島田 夫妻（しまだ ふさい）は、かつて存在した漫才コンビ。2005年デビュー。元ワタナベエンターテインメント所属。現役のオペラ歌手でありながら、お笑いの世界に飛び込んだ夫婦コンビ。ツッコミに相当するフレーズ「カンツォ～ネ!」などが特徴的。

## プロフィール
- 島田みちお（ツッコミ担当、夫、6月26日生まれ、東京都出身、AB型）
  - 音域はテノール・カウンターテナー。
  - 武蔵野音楽大学声楽科卒業、同大学院修了。マドリード王立音楽院、アルフォンソ8世国際大学留学。
  - 趣味 - ビリヤード、特技 - スペイン語
  - 二期会、東京室内歌劇場、東京オペラ・プロデュース会員。
- 島田ゆみこ（ボケ担当、妻、12月1日生まれ、東京都出身、B型）
  - 音域はソプラノ。現在の芸名は桜田ゆみ。（2010年-現在）
  - 武蔵野音楽大学声楽科卒業。マドリード国立声楽音楽院留学。正式名称：Escuela Superior de Canto de Madrid。
  - 趣味 - スペイン舞踊　特技 - スペイン語、スペイン料理、ピアノ。
  - 日本劇作家協会会員、二期会員、一般社団法人日本サルスエラ協会代表理事、横浜スペイン協会理事。
  - NHKオペラ寄席「すぱげっ亭」脚本、構成作家。（2014年-現在）
  - サルスエラ女優、歌手、翻訳家。スペイン歌曲研究家。

## エピソード
- 2007年8月21日放送のリンカーン芸人大運動会スペシャルの企画によゐこ率いる中年チームのメンバーとして参加。みちおは、白無地の丸首半袖体操服に白の短パン。ゆみこは、白無地の丸首半袖体操服に濃紺のブルマー、白ハイソックスに運動靴。紅白帽（白）をかぶり炎天下で、二人三脚、大玉転がし、綱引きの競技に出場。
- みちおはかつて、東京・新橋の電通四季劇場「海」で公演されていた、劇団四季のミュージカル「オペラ座の怪人」に、アンサンブルキャストとして出演していた。
- 妻ゆみこが大学4年の時に結婚。正式な結婚式は行わず大学のオペラ・サークルのメンバー達と仲間内で挙げた。その時のウェディングドレスはオペラの衣装とのこと。
- その後二人でスペインに留学する。このためゆみこはスペインの家庭料理が得意である。
- 親子3人でトリオ漫才をすることもあり、その際は母がボケ、父娘がツッコミを任する。
- 島田ファミリアとして出演した際の出身地はスペインとなっている。
- 2010年に二人の離婚と同時にコンビを解消。共にお笑い芸人としての活動は引退している。
- ゆみこは芸人引退後、桜田ゆみとしてソロ活動を開始。機能性発声障害を患い（現在は完治している）劇作家活動に専念。2014年からNHK「オペラ寄席すぱげっ亭」の脚本、構成作家になる。名作オペラを日本の伝統話芸で物語る、異色のエンターテインメント番組で、芸人時代に共演歴のあった漫才師のナイツと再会を果たす。番組出演者は、講談師の六代目神田伯山、神田陽子、神田京子、落語家の林家正蔵、春風亭一之輔、漫才ではおぼんこぼん、ナイツなど、多彩な芸人にあてた台本を執筆している。
- 現在桜田ゆみは、日本とスペイン、ラテンアメリカとの国際交流を目的とした文化外交を行うほか、本職のオペラ歌手、サルスエラ歌手、劇作家や脚本家、演出家として演劇、ミュージカル、サルスエラの舞台を制作などを行っている。
- 2017年には、スペイン国王フェリペ6世訪日の際、スペインと日本の知的文化交流の功績において奨励され、帝国ホテルにて謁見の儀に招待された。
- 桜田ゆみが手掛けたサルスエラ公演は、スペイン政府インスティトゥト・セルバンテス東京、駐日スペイン大使館で上演されているほか、2020年と2021年、在ボリビア日本国大使館の日本文化週間で、スペイン語字幕付きの動画「日本のうた」「竹取物語」「因幡の白うさぎ」「古事記〜コノハナサクヤヒメ〜」「那須与一」「天の羽衣」などの音楽劇が公開された。
- 現在みちおは島田道生として本職のオペラ歌手のほか、Natural Voice Training 《shimada-式》というオリジナルのトレーニングを使ったヴォーカルレッスンや市民合唱団や専門学校での講師などをしている。

## テレビ
- エンタの神様（日本テレビ）　キャッチコピーは「旋律のオペラ二人組」
- エンタの天使（日本テレビ）　キャッチコピーは「笑撃のファミリープラン」（島田ファミリア名義）
- くるくるドカン（フジテレビ）
- インパクト（フジテレビ）
- 笑いの金メダル（テレビ朝日）
- お笑い登龍門 ガッハ（フジテレビ）
- 女王の教室 [1]（日本テレビ）
- ドッカ〜ン!（TBS）
- ラジかるッ（日本テレビ）
- 大笑点（日本テレビ）
- リンカーン芸人大運動会スペシャル（TBS）
- 金曜日のスマたちへ・假屋崎省吾の豪邸を訪問する（TBS）
- 笑っていいとも!増刊号（フジテレビ）
- お笑いDynamite!（12月28日､TBS）キャッチコピーは「オペラな夫婦漫才」
- 金曜バラエティ（NHK）・夫婦漫才特集
- 今夜は芸人が超本気!最強デュエット歌合戦（日本テレビ）
- 爆笑レッドカーペット（フジテレビ）　キャッチコピーは「オペラ座の芸人」

## ライブ
- WEL～ワタナベエンターテインメントライブ～

## 映画
- 春の雪